# William Wyler
Pour les articles homonymes, voir Wyler.
William Wyler, né Willi Wyler le 1er juillet 1902 à Mulhouse, en Alsace (Empire allemand) et mort le 27 juillet 1981 à Los Angeles (Californie), est un réalisateur et producteur américain d'origines suisse et allemande. Connu pour son travail dans de nombreux genres au cours de cinq décennies, il a reçu de nombreux prix et distinctions, dont trois Oscars. Il détient le record de nominations à l'Oscar du meilleur réalisateur avec douze nominations. Pour l'ensemble de sa carrière, il a reçu le Irving G. Thalberg Memorial Award, le Directors Guild of America Award, et le Life Achievement Award de l'American Film Institute.
Wyler émigre aux États-Unis en 1921 à 19 ans et travaille d'abord pour Universal Studios à New York avant de déménager à Los Angeles. En 1925, il est le plus jeune réalisateur d'Universal, et il réalise en 1929 Hell's Heroes, la première production sonore d'Universal filmée entièrement sur place. Il remporte ensuite trois fois l'Oscar du meilleur réalisateur pour Madame Miniver (1942), Les Plus Belles Années de notre vie (1946), et Ben-Hur (1959), qui ont également tous remporté l'Oscar du meilleur film. Il a été nommé aux Oscars pour Jeunesse perdue (Dodsworth) (1936), Les Hauts de Hurlevent (1939), La Lettre (1940), La Vipère (1941), L'Héritière (1949), Histoire de détective (1952), Vacances romaines (1953), La Loi du Seigneur (1956), et L'Obsédé (1965).
L'historien du cinéma Ian Freer (en) qualifie Wyler de « perfectionniste de bonne foi », dont le penchant pour les reprises de plans et la tentative d'affiner chaque détail « est devenu une légende:57 ». Sa capacité à transformer une série d'adaptations littéraires classiques en d'énormes succès critiques et commerciaux a fait de lui l'un des « cinéastes les plus rentables de Hollywood » des années 1930 aux années 1960. Grâce à son talent pour la mise en scène, le montage et les mouvements de caméra, il a transformé des espaces théâtraux dynamiques en espaces cinématographiques. Il est également connu pour son travail de dénicheur de talents, propulsant souvent des acteurs vers la célébrité.

## Biographie
William Wyler,, est né au sein d'une famille juive, à Mulhouse, en Alsace (qui faisait alors partie de l'Empire allemand) où ses parents tenaient un commerce de chemiserie dans le centre-ville. Son père, Léopold Wyler, est suisse et sa mère, Mélanie Auerbach, allemande,. Il fait des études à Lausanne avant d'étudier le violon au Conservatoire de Paris. À partir de 1922, il part travailler aux États-Unis pour les studios Universal dont le fondateur est un cousin de sa mère : Carl Laemmle. Il est d'abord affecté aux services de la publicité, puis devient assistant de production. En 1925, il se lance finalement dans la réalisation et devient le plus jeune réalisateur employé par la firme. En 1928, Wyler est naturalisé américain. Dès les années 1930, il s'impose comme un cinéaste incontournable à Hollywood et collabore notamment avec la Warner Bros pour laquelle il assure la mise en scène d'un de ses plus grands chefs-d'œuvre : L'Insoumise avec Bette Davis. Plus tard, en 1936 il signe un juteux contrat avec la Metro-Goldwyn-Mayer qui lui permet de réaliser de nombreux films à succès tels que La Vipère et plus tard Ben-Hur.
Entre 1942 et 1945, Wyler s'engage dans les forces aériennes de l'armée des États-Unis avec le grade de major,. Il réalise deux documentaires de propagande américaine sur la guerre en cours : Memphis Belle: A Story of a Flying Fortress (en) (tourné en Angleterre et dans le ciel allemand en mai 1943 et sorti en salles en 1944) et Thunderbolt! (en) (tourné en Corse et en Italie pendant les premiers mois de 1944 et sorti en salles en 1947). Pendant la guerre, Wyler trouve par ailleurs le temps de signer des œuvres de fiction évoquant le destin tragique d'individus happés par le conflit (Madame Miniver, Les Plus Belles Années de notre vie).
Pour faire face à la Commission parlementaire sur les activités antiaméricaines, du sénateur Joseph McCarthy, il co-fonde le Comité pour le premier amendement (donc en faveur de la liberté d'expression), avec Myrna Loy, John Huston et Philip Dunne.
De retour à Hollywood, il y mène une vie confortable, devenant une institution du cinéma commercial et des grandes majors pour lesquelles il assure la réalisation de triomphes commerciaux en tous genres. Ces réussites lui permettent de fonder, avec George Stevens et Frank Capra, une société de production indépendante : la Liberty Film. Mais les échecs successifs de La Vie est belle, L'Enjeu et Si l'on mariait papa de Capra l'amènent au dépôt de bilan en 1948.
Wyler meurt d'une crise cardiaque en 1981. Il avait été brièvement marié à l'actrice Margaret Sullavan entre 1934 et 1936. Il avait ensuite épousé en 1938 Margaret Tallichet (1914-1991), avec laquelle il vécut jusqu'à sa mort. Ils ont eu cinq enfants dont Catherine Wyler metteur en scène comme son père.
William Wyler est enterré au Forest Lawn Memorial Park de Glendale dans le comté de Los Angeles (Californie).

## Œuvre

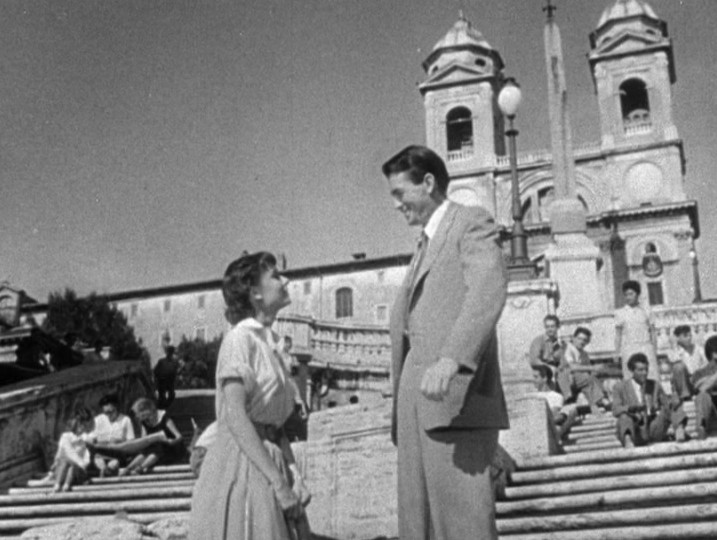
Vacances romaines avec Audrey Hepburn et Gregory Peck

Wyler, fut une véritable mine d'or pour l'industrie hollywoodienne qui le mit aux commandes de grosses productions nécessitant généralement des prouesses techniques périlleuses comme le péplum Ben-Hur, remake du film muet des années 1920 sur lequel il avait été assistant. Des caméras Panavision très imposantes, avec des négatifs de 65 millimètres (tirés en 70 mm, avec une image de taille identique mais une pellicule de 5 mm plus large pour y faire place à quatre pistes sonores) furent utilisées pour les scènes de courses, au plus près des chevaux. Des caméras automatiques furent également placées au bas des chars. Toutes garantissaient une meilleure définition de la profondeur de champ. Les prises de vue devenaient du coup plus impressionnantes, avec le travail de montage, et donnaient une sensation de réel : comme si le spectateur vivait le moment de l'action en même temps que les personnages.
Le réalisateur signa entre autres plusieurs drames historiques, films musicaux ou comédies où il laissait libre cours à son perfectionnisme légendaire et garantissait aux acteurs ou actrices principaux ou secondaires une victoire aux Oscars, comme pour Bette Davis (La Lettre) et Fay Bainter (L'Insoumise,, 1938), Greer Garson et Teresa Wright (Madame Miniver, 1942), Fredric March et Harold Russell (Les Plus Belles Années de notre vie, 1946), Olivia de Havilland (L'Héritière d'après Ruth Goetz, 1949), Audrey Hepburn (Vacances romaines, 1953), Charlton Heston et Hugh Griffith (Ben-Hur, 1959) ou encore Barbra Streisand (Funny Girl, 1968).
Même si son héritage est contesté, même si Wyler a pu être taxé par certains[Qui ?] d'académisme, notamment en France, il eut des défenseurs passionnés tel Roger Leenhardt, poussant dans "L’Écran français" un cri de guerre resté célèbre : « À bas Ford, vive Wyler ! ». Il s'est avant tout imposé, selon les termes de Claude Beylie, « comme un solide directeur d'acteurs, sachant tailler dans un matériau de base, littéraire ou théâtral, de qualité. ». Certains critiques, comme André Bazin, décèlent de plus un vrai « style Wyler », reconnaissable dès le premier plan. Ce style passe souvent par l'utilisation de la profondeur de champ et de plans séquences qui diluent la progression dramatique du récit et fonctionnent comme un révélateur sur l'état psychologique des personnages. Ce procédé rend de surcroît poétiques les décors qui nourrissent les fictions successives : la Nouvelle-Orléans du XIXe siècle, l'Angleterre ravagée par les bombardements allemands, l'Amérique à la fin de la Seconde Guerre mondiale, les intérieurs cossus du Londres victorien… Aussi ce principe se transforme-t-il, dans ses œuvres tardives, en une description sociologique acerbe, teintée d'une morale particulièrement pensée comme dans L'Obsédé. Ce film narre au départ l'histoire d'une séquestration, mais il se transforme peu à peu en une réflexion sur l'anomie et les névroses de la société contemporaine, annonçant les thèmes et les recherches plastiques[pas clair] du cinéma conceptuel moderne,.
Wyler, détenteur du record de nominations à l'Oscar du meilleur réalisateur (douze au total),, obtint la distinction à trois reprises : en 1943 pour Madame Miniver, en 1947 pour Les Plus Belles Années de notre vie puis en 1960 pour Ben-Hur. Ces trois œuvres ont par ailleurs toutes été récompensées par l'Oscar du meilleur film. Le cinéaste reçut également la Palme d'Or du Festival de Cannes pour son drame sur l'objection de conscience durant la guerre de Sécession : La Loi du Seigneur en 1957.
Il possède également son étoile sur le Walk of Fame.

### Filmographie
- 1926 : Lazy Lightning
- 1926 : The Stolen Ranch
- 1926 : The Fire Barrier
- 1927 : Hard Fists
- 1927 : Straight Shootin'
- 1927 : Blazing Days
- 1928 : Far West (Thunder Riders)
- 1928 : Un cœur à la traîne[48] (Anybody Here Seen Kelly?)
- 1929 : L'École du courage (The Shakedown)
- 1929 : Hell's Heroes
- 1929 : Le Piège d'amour[49] (The Love Trap)
- 1930 : La Tourmente (The Storm)
- 1931 : Orages[50] (A House Divided)
- 1932 : Tom Brown of Culver[51]
- 1933 : Le Grand Avocat[52] (Counsellor at Law)
- 1933 : Her First Mate
- 1934 : Fascination (Glamour)
- 1935 : La Bonne Fée[53] (The Good Fairy)
- 1936 : Le Gai Mensonge[54] (The Gay Deception)
- 1936 : Ils étaient trois[55] (These Three)
- 1936 : Jeunesse perdue (Dodsworth)[56]
- 1936 : Le Vandale[57] (Come and Get It), codirigé avec Howard Hawks
- 1937 : Rue sans issue
- 1938 : Rue sans issue[58] (Dead End)
- 1938 : L'Insoumise[59] (Jezebel)
- 1939 : Les Hauts de Hurlevent[60] (Wuthering Heights)
- 1940 : Le Cavalier du désert[61] (The Westerner)
- 1940 : La Lettre[62] (The Letter)
- 1941 : La Vipère[63] (The Little Foxes)
- 1942 : Madame Miniver[64] (Mrs Miniver)
- 1943 : Le Combattant (The Fighting Lady)[65] (documentaire)
- 1944 : Glory for me (documentaire)
- 1944 : Thunderbolt (documentaire)
- 1944 : The Memphis Belle : A Story of a Flying Fortress (documentaire)
- 1946 : Les Plus Belles Années de notre vie[66] (The Best Years of Our Lives)
- 1949 : L'Héritière[67] (The Heiress)
- 1951 : Histoire de détective[68] (Detective Story)
- 1952 : Un amour désespéré[69] (Carrie)
- 1953 : Vacances romaines[70] (Roman Holiday)
- 1955 : La Maison des otages[71] (The Desperate Hours)
- 1956 : La Loi du Seigneur[72] (Friendly Persuasion)
- 1958 : Les Grands Espaces[73] (The Big Country)
- 1959 : Ben-Hur[74]
- 1961 : La Rumeur[75] (The Children's Hour)
- 1965 : L'Obsédé[76] (The Collector)
- 1966 : Comment voler un million de dollars[77] (How to Steal a Million)
- 1968 : Funny Girl[78]
- 1970 : On n'achète pas le silence[79] (The Liberation of L. B. Jones)

## Distinctions

### Récompenses
- Oscars 1943 : Oscar du meilleur réalisateur pour Madame Miniver
- Oscars 1947 : Oscar du meilleur réalisateur pour Les Plus Belles Années de notre vie
- Festival de Cannes 1957 : Palme d'or pour La Loi du Seigneur
- Oscars 1960 : Oscar du meilleur réalisateur pour Ben-Hur

### Nominations
- Oscars 1937 : Oscar du meilleur réalisateur pour Jeunesse perdue (Dodsworth)
- Oscars 1940 : Oscar du meilleur réalisateur pour Les Hauts de Hurlevent
- Oscars 1941 : Oscar du meilleur réalisateur pour La Lettre
- Oscars 1942 : Oscar du meilleur réalisateur pour La Vipère
- Oscars 1950 : Oscar du meilleur réalisateur pour L'Héritière
- Oscars 1952 : Oscar du meilleur réalisateur pour Histoire de détective
- Oscars 1954 : Oscar du meilleur réalisateur pour Vacances romaines
- Oscars 1957 : Oscar du meilleur réalisateur pour La Loi du Seigneur
- Oscars 1966 : Oscar du meilleur réalisateur pour L'Obsédé